# Ворона Олександр Іванович
Воро́на Олекса́ндр Іва́нович (17 січня 1941, Макіївка, Сталінська область, УРСР, СРСР) — український художник і графік. Член Національної спілки художників України (1994).

## Життєпис
Олександр Іванович Ворона народився 1947 р. у Макіївці (Донецька область). У 1974 р. — закінчив Ворошиловградське художнє училище, викладачі — В. Вайнреб, Є. Чумак.
Проживав на півночі Росії, на південному березі Криму, у Надволжі, Центральній Україні. 1982 року повернувся на Донеччину.
У 1994 р. — став членом Національної спілки художників України.
Жив і працював у Донецьку. Коли у 2014 р. Донецьк і Макіївку захопили терористи, не зміг працювати й у 2014 р. переїхав у Черкаську область, до міста Корсунь-Шевченківський. Тут став членом місцевого осередку художників «Янталка».

## Творчість
Працює в царині станкового живопису (пейзаж, портрет, натюрморт, тематичний живопис). Картини художника знаходяться в Донецькому художньому, Макіївському історико-краєзнавчому, Бахмутському краєзнавчому музеї, а також у приватних колекціях в Україні і за кордоном.
Основні роботи: «Надія» (1976), «Автопортрет» (1979), «Мати» (1987), «Калина красна (В. Шукшин)» (1989); «Квіти польові» (1990), «Моя Батьківщина — Макіївка» (1991), «Вечірня мелодія» (1992), «Осінні брижі», «Зима минула» (обидва — 1993), «Короткий відпочинок», «Пейзаж із білим конем» (обидва — 1994), «Туман розходиться» (1995), «Осінь у селі», «У місто» (обидва — 1996), «Літній букет», «Квітневий сніг» (обидва — 1997), «Присвята О. Пушкіну» (1998), «Край Донецький», «Тепла зима» (обидва — 1999), «Слов'яногірська весна», «В осінньому парку», «Березневий ранок», «Зима. На Кам'яних Могилах» (усі — 2000), «Травень у селі», «Серед Дикого Поля» (обидва — 2002), «Осінь на Осколі» (2003).
Участь у спільній виставці «Різдвяна» у Черкаський художній музей разом з Черкаською організацією Національна спілка художників України (11 грудня 2020).

## Нагороди
Живописець є неодноразовим лауреатом виставок-конкурсів, має чисельні дипломи, грамоти та подяки.
2016 р. — Корсунь-Шевченківська літературно-художня премія.

## Персональні виставки
Персональні виставки проходили у Донецьку, (1989, 1993, 1997, 1998, 2007, 2012), Макіївка (2003, 2009) і Артемівську (1998, 2001, 2003).
Після переїзду у Черкаську область:
- Корсунь-Шевченківський (2016).
- Черкаський художній музей (6 червня 2016)[6].
- Корсунь-Шевченківський (2017) [Архівовано 12 травня 2021 у Wayback Machine.]
- Черкаський художній музей (3 березня 2020). «Мої улюблені образи»[7].
- Корсунь-Шевченківський історико-культурний заповідник «Мої улюблені образи» (2020)[8].